# Jame Sof Omarja
Sof Omarja jame so najdaljši jamski sistem v Etiopiji s 15,1 kilometra. Ko so ga leta 1972 raziskali, je bila to najdaljša jama v Afriki. Od takrat so jo prehitela raziskovanja na Madagaskarju (Marosakabe - 113 km) in Alžiriji (Rhar Bou Ma'za - jama reke Tafna 18,4 km). Je vzhodno od Ginnirja v vzhodni coni Bale v regiji Oromia v jugovzhodni Etiopiji, skozi katero teče reka Vejib (reka Gestro). Potopi se pri vhodu v Ajiew Maco in se ponovno pojavi pri Holuci 1 kilometer stran. Po izročilu je bilo Sof Omar ime muslimanskega svetega moža, ki je živel na tem območju, Ajiev pa ime njegove hčerke. Maco in Holuca sta lokalni imeni za 'ime' oziroma 'jamo'. Versko središče je sveto tako za islam kot za lokalno tradicionalno vero Oromo. Jame so znane po številnih stebrih, zlasti v 'komori stebrov'. Od leta 2011 je bilo mesto dodano na Unescov poskusni seznam, o morebitnem vpisu pa še vedno razmišljajo.

## Zgodovina raziskovanja
Raziskovalec Arthur Donaldson Smith je zabeležil svoj obisk jame leta 1894. Leta 1913 jih je obiskala tudi italijanska ekspedicija. Leta 1934 je Henri Breuil izvedel arheološke raziskave na tem območju. Italijani so skoraj zagotovo obiskali jamo med italijansko okupacijo Etiopije, vendar očitno nobeden od teh zgodnjih raziskovalcev ni opravil potovanja od Ajiev Maca do Holuce.
Leta 1967 so Eric Robson, Chris Clapham in Kabir Ahmed raziskali in pregledali jamo ter zabeležili 8 km prehoda. Po tem je Etiopski turistični odbor izdal brošuro o jami. Čeprav območje ni bilo lahko dostopno in organiziranega avanturističnega turizma še ni bilo, se je nekaj zanimivih obiskovalcev podalo v takrat oddaljeno jamo.
Februarja 1971 so profesor Théodore Monod iz Muséum national d'histoire naturelle v Franciji, Bill Morton (nekdanji jamar Speleološkega društva Univerze Manchester), geolog na univerzi Haile Selassie I, in Ato Mezmure Hailemeskale zabeležili še 1 km novih prehodov do znane jame. Istega leta sta Dick Ashford in Malcolm Largen z univerze Haile Selassie opravila študijo nekaterih netopirjev v jami.
Leta 1972 je britanska ekspedicija prispela v Etiopijo z ekipo, v kateri so bili Dick Ramsden in Tim Renvoize (Jamarski klub Preston), Simon Amatt (Birmingham Plytechnic Carabiner Club), Dave Catlin (University of Bradford Pothole Club), Paul Ramsden (Whernside Manor Scout). Center), Terry Raynor (9. in 12. Royal Lancers) in Steve Worthington (Speleološko društvo Sheffield University). Z nekaj začetne pomoči Billa Mortona je skupina izvedla sistematično raziskovanje in raziskavo jamskega sistema Sof Omar ter objavila celotno poročilo o svojih ugotovitvah v Transactions of the Cave Research Group of Great Britain. Skupina je odkrila 6,1 kilometra novih prehodov, s čimer je skupna dolžina raziskave znašala 15,1 kilometra.

## Topografija
Ko se približamo iz Goroja, se pri Sof Omarju grmičasto grmičevje strmo spusti 90 m v kanjon. Reka Veb se prebija od 4300 metrov visokih gora Bale skozi 150 kilometrov širok izdanek anatolskega apnenca do jame. V preteklosti je reka naredila oster levi meander. Na neki točki se je apnenec raztopil in ustvaril vrsto freatskih prehodov, ki so postali dovolj veliki, da so zajeli celoten tok reke Veb. Sčasoma je reka zapustila meander in ustvarila suho dolino, ki teče od ponora jame pri Ajiev Maco do ponovnega vznika pri Holuci. Vas Sof Omar je blizu Ajiev Maco v suhi dolini. Zaradi nasipa v dolino se dvigne do najvišje točke približno 45 m nad mrežo, preden se spusti do prodnate plaže dolvodno od Holuce.
Druga prevladujoča značilnost je velika vrtača, široka 100 metrov in globoka 60 metrov, ki je na bazaltnem platoju neposredno nad jamo.

## Opis
Jama je oblikovana vzdolž mreže razcepov: en niz poteka približno od severa proti jugu, drugi pa od vzhoda proti zahodu. Ta cik-cak prehodov poteka v približno jugovzhodni smeri. Sof Omar ima 42 vhodov, vendar so na splošno samo štirje uporabni za pridobitev vstopa:
- Dva gorvodna vhoda v vasi (eden na vzhodu in eden na zahodu vasi)
- Turistični vhod navzdol od Holuca na točki, kjer se zapuščeni meander, ki tvori suho dolino, ponovno združi z reko Veb
- Vhod na desnem bregu dolvodno od Holuce, ki dostopa do globokega južnega dela serije Clapham's Climb.

Ob vstopu v jamo skozi enega od vaških vhodov gre obiskovalec mimo svetišča, ki ga uporabljajo domačini. Serija Ajiev Maco je niz medsebojno povezanih prehodov, ki se razlikujejo po širini med 1 m in 10 m. Več jih je mogoče prečkati do prodnate plaže na levem bregu reke. Manj zapleten niz prehodov obstaja na desnem bregu. Ti so verjetno povezani s tistimi na levem bregu, dokler niso prekinjeni zaradi nenasičenega delovanja Veb, ki globlje prereže rečni prehod.
Rov na prodnati plaži je širok približno 40 m-najširši rov v jami. Na spodnjem delu plaže reka izgine med dvema stebroma. Nadaljevanje prečka Veb pri Fordu 1 in sledi prehodu v obliki osmice, dokler reka ni ponovno dosežena pri Fordu 2. Reka se 300 m vije po tem 15 m širokem in 20 m visokem pravokotnem prehodu.
Pot naprej vključuje prečkanje reke od kamnite plaže do kamnite plaže pri Fordih 2, 3, 4 in 5. Majhni prehodi obstajajo na obeh straneh. Plaža se konča za Fordom 5 pod 50 m visoko Veliko kupolo. Na nasprotnem bregu vodi strm vzpon do prehoda Molossadie. Globoki, kratki Ford 6, Ford 7 in Ford 8 vodijo do prodnate plaže in vhoda v Dvorano stebrov. Če izstopite iz Forda 6 na levem bregu, je možno vstopiti v prehod Železniškega predora, ki ponuja alternativno pot v prehod Molossadie in mimo Fordov 7 in 8 do Dvorane stebrov.
Dvorana stebrov je edinstvena posebnost v svetu jam. Videti je kot širok prehod, ki zapusti pasažo, preden se vrne nazaj v reko približno 100 m dolvodno. Prehod obkroža skupino debelih stebrov, ki so gosto zbrani v središču dvorane. Železniški predor in prehod Molossadie vstopita v dvorano s severa.
Rečni prehod se nadaljuje od Dvorane stebrov vijugasto približno 200 m do Velikih brzic. Ta osupljiva značilnost je nastala iz zmešnjave ogromnih balvanov, ki so bili zaradi delovanja reke dobro obrabljeni. Prehod reke se nadaljuje okrog ovinka približno 250 m, preden teče okoli ogromnega balvana v sončno svetlobo pri Holucu. Reka še naprej teče skozi kanjon. Približno 250 m nižje se na levem bregu pokaže suha dolina.
Leva stran kanjona od ponovnega izvira do suhe doline je prepredena s prehodi, ki se lomijo v stenah kanjona in tvorijo številne neuporabne vhode v jamo. Večinoma so to majhni prehodi, izpostavljeni, ko si je reka prerezala pot. Izjema je 25 m široka Velika dvorana, ki sledi vzorcu stika sever–jug in se ob ponovnem vzponu prebije v kanjon. Na koncu Velike dvorane za skalami je težko najti Kameleonov prehod. Ta poteka vzdolž vzorca spoja vzhod–zahod. Nekaj majhnih prehodov vodi od Kameleona do Prazne pasaže in nazaj do Velikih brzic. Več majhnih prehodov poteka od Prazne pasaže do Boulder Chokes.
Območje, ki ga obkrožajo reka, Velika dvorana, Kameleon in Prazne pasaža, vsebuje križan labirint prehodov. Dva najpomembnejša, Billov prehod in Tavtološki prehod, potekata med reko in Veliko dvorano. To so visoki prelomni prehodi in plezanje po njih omogoča dostop do 35 m dolgega balkona, ki gleda na velike brzice 7 m nižje.
Vzporedno z Veliko dvorano in z njo povezan preko več prehodov je prehod Flintstone. Ta se razcepi na veliko različnih prehodov, ki se prebijejo na levi breg kanjona dolvodno od Holuce. Proč od reke Flintstone teče v še en edinstveni rov jame, Mudwall Passage, ki je napolnjen z blatom skoraj do 3 m visokega stropa. Po postopku polnjenja je bil po dolžini prehoda izrezan jarek, ki je pokazal, da je blato sestavljeno iz tankih plasti.
Po 200 m prehod Mudwall vstopi v majhno dvorano Mudwall. To je nastalo zaradi vode, ki prihaja iz prehoda Link na zahodu, ki prečka črto prehoda Mudwall in izginja v prehodu Rimstone na vzhodu. Ta tok vode je oblikoval dvorano. Plezanje iz Mudwall Chamber vodi do Batshit Passage, katerega tla so do kolen v gvanu. To vodi do velike dvorane, Astrodome, v kateri živi velika kolonija netopirjev.
Prehod Link je ozek prehod v razpoki, ki se povezuje nazaj v Dvorano stebrov. Niz majhnih prehodov na dveh nivojih zapusti prehod Link in se usmeri proti rečnemu prehodu. Eden od teh vodi v široki slepi prehod, ki prav tako prehaja v Dvorano stebrov. Zgornji prehod je tesen prehod v pretenciozno poimenovan stadion Wembley. Ta prehod je oblikovan v prelomu. Raziskava britanske odprave leta 1972 je pokazala, da se prelom Wembley razteza od prehoda na desnem bregu reke do stadiona Wembley, prehodov Mudwall in Rimstone.
Vrtača na planoti je osredotočena na črto preloma Wembley. Očitno je prelom igral pomembno vlogo pri velikem zrušenju, ki je povzročil vrtačo. Podzemni odpadki iz zrušitve tvorijo Velike brzice in so odgovorni za zadušitve balvanov, ki jih vidimo v bližini Blank Passage.